# ニコール・オリバー
ニコール・オリバー (Nicole Oliver、1970年2月22日 - ) は、カナダの女優、声優である。

## 経歴
BCパフォーマー連合の著名なメンバーである。いくつかの委員会の議長を務め、団体交渉中も交渉チームの一員であり続けている。 2017年、UBCP ACTRAからBest Voice Awardにノミネートされた。

## 出演作品

### アニメーション
- チャイニーズ・ゴースト・ストーリー スーシン
- ベビー・ルーニー・テューンズ - テッサ、アッシャー
- ボブとはたらくブーブーズ - マディソン市長
- ブラッツ - ターニャ（メイガンの妹）
- ドラゴン・テイルズ - シュリンク・バイオレット
- 犬夜叉
- レゴ ニンジャゴー
- LEGO スター・ウォーズ:ドロイド・テイルズ
- 小さなペットショップ - ゾーイ・トレント
- マーサー・スピックス - クラスキーちゃん、ジャニス・ケネリー
- マックス・スティル - モリー・マクグラス
- ムーチャ・ルーチャ! - チンチェ
- マイリトルポニー〜トモダチは魔法〜 - プリンセス・セレスティア、チアリー
- パックワールド - ジャン
- ロールボット - マンクス
- トムとジェリー テイルズ
- マイリトルポニー: ポニーライフ
- トランスフォーマー スーパーリンク（英語版は『エネルゴン』）（2004年～2005年） - サリー（サリー・ジョーンズ）、ミランダ（ミランダ・ジョーンズ）
- トランスフォーマー ギャラクシーフォース（英語版は『サイバートロン』）（2005年～2006年） - オーバーライド（ニトロコンボイの英名）、ジョイライド（オートバイ型のトランスフォーマーの英名）、ティムとコビーとバドの母 （ミセス・ハンセン）、大統領（ガブリエラ・コンスタンザ）

### 映画
- ブロニーテイル
- マイリトルポニーエクエストリア・ガールズシリーズ - プリンセス・セレスティア
  - マイリトルポニー: エクエストリア・ガールズ
  - マイリトルポニー・ガールズ: 虹の冒険
  - マイリトルポニー: エクエストリア・ガールズ - フレンドシップ・ゲーム
  - マイリトルポニー: エクエストリア・ガールズ - エバーフリーの伝説
- 映画マイリトルポニー プリンセスの大冒険 - プリンセス・セレスティア、リックス・スピトル
- バービーシリーズ
  - バービーの白鳥の湖
  - バービーと人魚の国マーメディア